# Resolución 1618 del Consejo de Seguridad de las Naciones Unidas
La resolución 1618 del Consejo de Seguridad de las Naciones Unidas, aprobada unánimemente el 4 de agosto de 2005, después de reafirmar resoluciones anteriores sobre Irak, en particular las resoluciones 1267 (1999), 1373 (2001), 1546 (2004) y 1566 (2004), condenó los atentados terroristas en Irak y consideró que todo acto de terrorismo constituye una amenaza para la paz y la seguridad internacional.
El Consejo reafirmó su apoyo al pueblo iraquí en su transición política, tal como se expone en la resolución 1546, reafirmando además la independencia, soberanía e integridad territorial de Irak, e instando a la comunidad internacional a que apoyase al pueblo iraquí en su intento de lograr la paz, la estabilidad y la democracia; también reafirmó la necesidad de combatir por todos los medios, de conformidad con la Carta de las Naciones Unidas, las amenazas a la paz y la seguridad internacionales causadas por actos terroristas, elogió el valor del pueblo iraquí que trabajaba en apoyo de la transición política y económica a pesar de la amenaza del terrorismo y acogió con beneplácito las activas medidas adoptadas por el gobierno de Irak para conseguir el diálogo y la unidad nacionales, alentando a que se continuase esa labor.
La resolución tomó nota particularmente de los atentados cometidos en las últimas semanas que habían ocasionado más de un centenar de víctimas mortales; asimismo tomó nota con preocupación de que los ataques contra diplomáticos extranjeros en Irak y expresó su profundo pesar y sus condolencias a las víctimas de los atentados terroristas y a sus familias, así como al pueblo y el gobierno de Irak. Afirmó que no se debía permitir que los actos de terrorismo perturbasen la transición política y económica que tenía lugar en Irak, incluido el proceso de redacción de la constitución y el correspondiente referéndum, descrito en la resolución 1546.
La resolución reafirmó las obligaciones contraídas por los Estados miembros en virtud de las resoluciones 1267 (1999), 1333 (2000), 1373 (2001), 1390 (2002), 1455 (2003), 1526 (2004) y 1617 (2005), y otras obligaciones internacionales pertinentes con respecto, entre otras cosas, a las actividades terroristas cometidas u originadas en Irak o contra sus ciudadanos; instó a los Estados miembros a que impidiesen el tránsito de terroristas hacia o desde Irak, de armas destinadas a los terroristas y de financiación de apoyo a terroristas, e insistió una vez más en la importancia de estrechar la cooperación de los países de la región, en particular los vecinos de Irak. Instó a todos los Estados a que, de conformidad con las obligaciones que les incumben en virtud de la resolución 1373, cooperasen activamente en la labor encaminada a hallar y hacer comparecer ante la justicia a los autores, organizadores y patrocinadores de los atentados.
Finalmente, el Consejo expresó su determinación de luchar contra el terrorismo, de conformidad con las funciones que le encomienda la Carta de las Naciones Unidas, exhortó a la comunidad internacional a apoyar plenamente al gobierno de Irak en el cumplimiento de su responsabilidad de brindar protección a la comunidad diplomática, al personal de las Naciones Unidas y a los demás funcionarios civiles extranjeros que trabajan en Irak.